# Александар Шах
Александар Гадегард Шах (неп. अलेक्ज्याण्डर शाह, дан. Alexander Gadegaard Shah; Катманду, 29. октобар 2002) непалски је пливач чија ужа специјалност су спринтерске трке слободним стилом. Вишеструки је национални првак и рекордер у великим и малим базенима. 
Његова старија сестра Софија такође се бави такмичарским пливањем. 

## Спортска каријера
Александар је рођен и одрастао у Катмандуу, главном граду Непала, у мешовитој непалско-данској породици. Као петнаестогодишњи тинејџер се преселио у Копенхаген. Поред пливања рекреативно се бави и фудбалом. Од 2021. је студент Универзитета Фордам у Њујорку. 
На међународној пливачкој сцени је дебитовао 2017. на Светском јуниорском првенству у Индијанаполису, док је у конкуренцији сениора дебитовао две године касније, на Светском првенству у корејском Квангџуу 2019. године. У Кореји је Шах пливао у квалификационим тркама на 50 слободно (101. место и нови национални рекорд) и 100 слободно (102. место). 